# San Jose Earthquakes
San Jose Earthquakes – amerykański klub piłkarski z San Jose w Kalifornii, założony 15 czerwca 1994, występujący w Major League Soccer. Jeden z dziesięciu członków założycieli ligi MLS. Początkowo pod nazwą San Jose Clash. W 2005 roku zespół przeniesiony do Houston i nazwany Houston Dynamo. W 2008 roku ponownie w lidze MLS.
Dwukrotny zdobywca MLS Cup w 2001 i 2003 roku oraz zdobywca MLS Supporters' Shield w 2005 i 2012 roku. W latach 2002–2004 uczestnik Ligi Mistrzów CONCACAF w której dotarł do ćwierćfinału. W derbach California Clásico rywalizuje z Los Angeles Galaxy. Zespół gra mecze na nowym stadionie PayPal Park (znany wówczas jako Avaya Stadium) w San Jose, po przenosinach w 2015 roku ze stadionu Buck Shaw Stadium w Santa Clara.

## Obecna Kadra na sezon 2022
| Nr | Poz. | Piłkarz            |
| -- | ---- | ------------------ |
| 1  | BR   | James Marcinkowski |
| 3  | OB   | Paul Marie         |
| 5  | PO   | Eric Remedi        |
| 6  | PO   | Shea Salinas       |
| 10 | NA   | Christian Espinoza |
| 11 | NA   | Jeremy Ebobisse    |
| 12 | BR   | Matt Bersano       |
| 13 | OB   | Nathan             |
| 14 | PO   | Jackson Yueill     |
| 15 | OB   | Tanner Beason      |
| 16 | PO   | Jack Skahan        |
| 17 | PO   | Ján Greguš         |
| 18 | PO   | George Asomani     |
| 19 | PO   | Siad Haji          |
| 20 | PO   | Will Richmond      |
| 21 | PO   | Gilbert Fuentes    |

| Nr | Poz. | Piłkarz         |
| -- | ---- | --------------- |
| 22 | OB   | Tommy Thompson  |
| 23 | OB   | Oskar Ågren     |
| 25 | NA   | Ousseni Bouda   |
| 26 | OB   | Rodrigues       |
| 28 | NA   | Benji Kikanovic |
| 30 | PO   | Niko Tsakiris   |
| 31 | OB   | Miguel Trauco   |
| 35 | PO   | Jamiro Monteiro |
| 41 | BR   | Emi Ochoa       |
| 44 | NA   | Cade Cowell     |
| 59 | PO   | Cruz Medina     |
| 77 | OB   | Casey Walls     |
| 93 | PO   | Judson          |
|    | OB   | Carlos Akapo    |
|    | PO   | Ethan Kohler    |